# Amtsgericht Neustadt (Westpr)

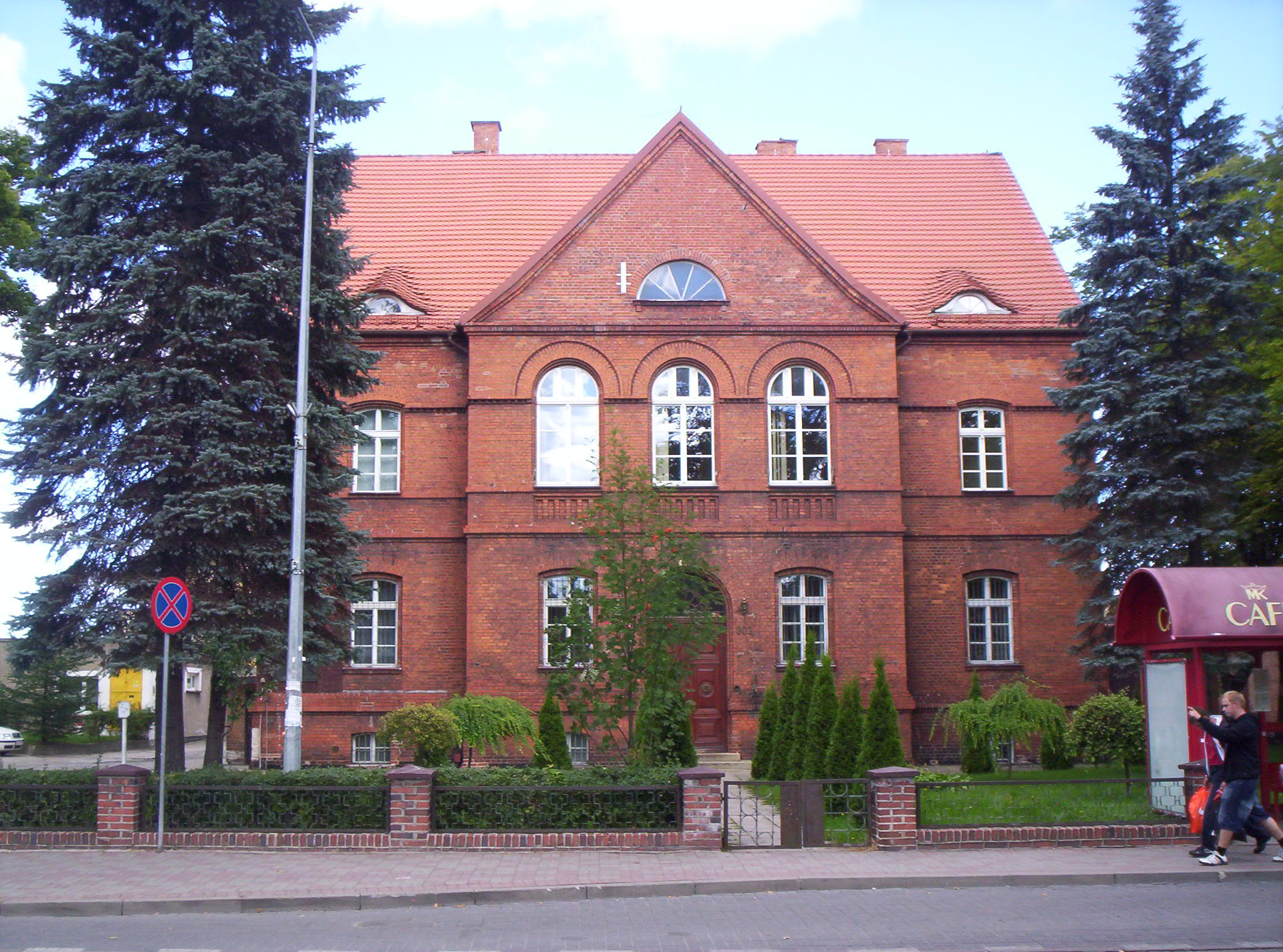
Ehem. Amtsgerichtsgebäude (Foto vor 2009)

Das Amtsgericht Neustadt war ein preußisches Amtsgericht mit Sitz in Neustadt in Westpreußen.

## Geschichte
In Neustadt bestand von 1849 bis 1879 das Kreisgericht Neustadt in Westpreußen. Das königlich preußische Amtsgericht Neustadt wurde mit Wirkung zum 1. Oktober  1879 als eines von neun Amtsgerichten im Bezirk des Landgerichtes Danzig im Bezirk des Oberlandesgerichtes Marienwerder gebildet. Der Sitz des Gerichtes war Neustadt. Sein Gerichtsbezirk umfasste den Kreis Neustadt außer dem Teil, der den Amtsgerichten Putzig und Zoppot zugeordnet war. Am Gericht bestanden 1880 drei Richterstellen. Das Amtsgericht war damit ein mittelgroßes Amtsgericht im Landgerichtsbezirk. Der Amtsgerichtsbezirk kam aufgrund des Versailler Vertrages 1919 zu Polen, und das Amtsgericht stellte seine Arbeit ein. Im Jahre 1939 wurde Polen deutsch besetzt. Im Rahmen der Neuorganisation der Gerichte in Ostdeutschland und im ehemaligen Polen wurden das Amtsgericht Neustadt neu gebildet und erneut dem Landgericht Danzig zugeordnet. Im Jahre 1944 wurde das Amtsgericht Putzig als Zweigstelle des Amtsgerichtes Neustadt geführt.
Im Jahre 1945 wurde der Amtsgerichtsbezirk unter polnische Verwaltung gestellt, und die deutschen Einwohner wurden vertrieben. Damit endete auch die Geschichte des Amtsgerichtes Neustadt. Unter polnischer Verwaltung entstand das Sąd Rejonowy w Wejherowie (1950–1975: Sąd Powiatowy w Wejherowie).

## Amtsgerichtsgebäude
Das Amtsgerichtsgebäude (ul. Sobieskiego 302) wurde von 1878 bis 1880 erbaut und 1920 erweitert. Es steht seit dem 30. November 2006 unter Denkmalschutz.